# Heinrich Johann I. Droste zu Hülshoff
Heinrich Johann I. Droste zu Hülshoff (Taufname: Heinrich Johann Ernst Anton), (* 1677; † 18. Dezember 1739 in Münster) war Gutsbesitzer und Stammherr auf Burg Hülshoff.

## Leben

### Herkunft und Familie
Heinrich Johann I. wurde als einziger Sohn des Bernhard III. von Droste-Hülshoff und seiner Gattin Johanna Elisabeth Barbara von Nesselrode gt. Hugenpoet (1642–1694) geboren und gehörte der 16. Generation seiner Familie an. Er hatte drei Schwestern: Anna Francisca, Stiftsdame in Wilmarsen, heiratete Conrad von Schonebeck (Adelsgeschlecht), seine Schwester Richmod Adelheid, Stiftsdame im Stift Kloster Hohenholte, heiratete Johann-Mauritz von Bischopinck, Benedicta Therese blieb Stiftsdame in Hohenholte.
Heinrich Johann heiratete am 15. November 1703 Anna Mechtild von Lipperheide zu Ihorst (1684–1710, Stiftsdame im Stift Nottuln und Tochter des Johann Kaspar von Lipperheide und Appolonia Helena Barbara von Chalon gt. Gehlen zu Hollwinkel). Aus der Ehe gingen die Kinder Heinrich Wilhelm Droste zu Hülshoff (* 1704), sein Nachfolger als Stammherr, Richmod Mechtildis (* 8. September 1707, ⚭ 1733 Freiherr Christian von Nesselrode-Hugenpoet), Ernst Constanz (* 6. August 1709, Domherr in Osnabrück) und Johann Matthias (* 25. Juli 1710, † wenige Tage alt) hervor. Seine Frau Anna Mechthildis, die als „feingebildet und herzlich gut“ beschrieben wird, folgte ihrem letzten Kind in den Tod. Heinrich Johann heiratete aus Liebe zu seinen Kindern, wie er im Testament schrieb, ungewöhnlicherweise nicht wieder. Seine Tochter Richmod, eine ebenso schöne wie stolze Dame, führte bis zu ihrer Heirat Haus Hülshoff.

### Werdegang und Wirken
Nach dem Besuch des Jesuitenkollegs Münster studierte Heinrich Johann an verschiedenen Universitäten, so auch in Prag und Salzburg, und kehrte 1697 wieder auf sein Gut zurück. Von seiner Kavaliersreise brachte er einen "Mohren" mit, der auf einem Gemälde in Burg Hülshoff abgebildet ist und den er mit der Tochter des Küsters der Kirche von Roxel verheiratete.
Am 7. Dezember 1717 wurde Heinrich Johann vor der Ritterschaft des Hochstifts als erstes Familienmitglied aufgeschworen. Obwohl seine ursprünglich edelfreie Familie zweifellos ritterbürtig und schon seit dem Mittelalter mit Familien des Stiftsadels verwandt war, wurde dieses Ereignis vor dem Hintergrund des 150 Jahre dauernden Erbmännerstreits von besonderer Bedeutung, denn im Laufe der Streitigkeiten war seinen Vorfahren der traditionsgemäße Zugang zu den Ämtern im Domkapitel Münster, anders als in den Domkapiteln von Osnabrück, Hildesheim und Stiften wie Fritzlar, willkürlich verweigert worden. Auch seine Güter wurden ab 1719 wieder als "landtagsfähig" anerkannt und damit steuerbefreit.
Johann Heinrich wird von Holsenbürger als ein feinsinniger und gebildeter Mensch beschrieben. Er führte harmlose Streiche aus, um sich und andere zu erheitern, und war ein sehr angenehmer Gesellschafter. Aus Liebe zu seinen Kindern blieb er Witwer, obwohl er beim Tode seiner Frau erst zweiunddreißig Jahre alt war. 1720 baute er die von seinem Vater gekaufte Windmühle in Roxel neu auf.

### Heinrich-Johann I. als Stifter
Er stiftete für St. Georg (Hohenholte) und St. Pantaleon (Roxel) Orgeln, auf denen noch seine Ur-Urenkelin, die Dichterin Annette von Droste-Hülshoff gespielt hat. Überdies stiftete er für St. Pantaleon (Roxel) Statuen der vier Kirchenväter von Johann Wilhelm Gröninger, die heute noch vorhanden sind.

### Erbfolge
In seinem Testament aus dem Jahre 1680 hatte Bernhard III. von Droste-Hülshoff seinen Sohn Heinrich Johann I. Droste zu Hülshoff als Universalerben eingesetzt und seine Töchter mit einer Abfindung bedacht. Nach dem Tode seines Vaters im Jahre 1700 war es ein großes Anliegen Heinrich Johanns, sich mit seinen Schwestern und Onkeln und Tanten gütlich über das Vermögen auseinanderzusetzen, was ihm schließlich auch gelang. Dies alles vor dem Hintergrund der Erfahrungen, die sein Vater bei den Erbstreitigkeiten mit seinen Geschwistern, vor allem mit Heinrich Droste zu Hülshoff (Beiname: „Todtschläger“), gemacht hatte. Übrigens beerbte Heinrich Johann I. diesen Onkel Heinrich und erfüllte, ebenfalls mithilfe von Johann Wilhelm Gröninger, seinen letzten Willen, eine Kreuzigungsgruppe anfertigen zu lassen, deren Kopie noch heute auf dem Friedhof in Roxel steht.
Heinrich Johann machte am 10. Mai 1733 sein Testament und bestimmte seinen Sohn Heinrich Wilhelm Droste zu Hülshoff zum Universalerben. Des Weiteren wollte er nach dem Tod in der Roxeler Kirche neben seiner 1710 verstorbenen Frau beigesetzt werden.

## Sonstiges
Er ist in der Pfarrkirche zu Roxel begraben, wo er bereits 1714 zwei Begräbnisstätten in der Sakristei angekauft hatte.